# Gronowice (Opole)
Gronowice (Duits: Grunowitz) is een dorp in de Poolse woiwodschap Opole. De plaats maakt deel uit van de gemeente Lasowice Wielkie en telt 673 inwoners.